# Fedele Fenaroli
Fedele Fenaroli (Lanciano, 25 aprile 1730 – Napoli, 1º gennaio 1818) è stato un compositore e insegnante italiano.

## Biografia

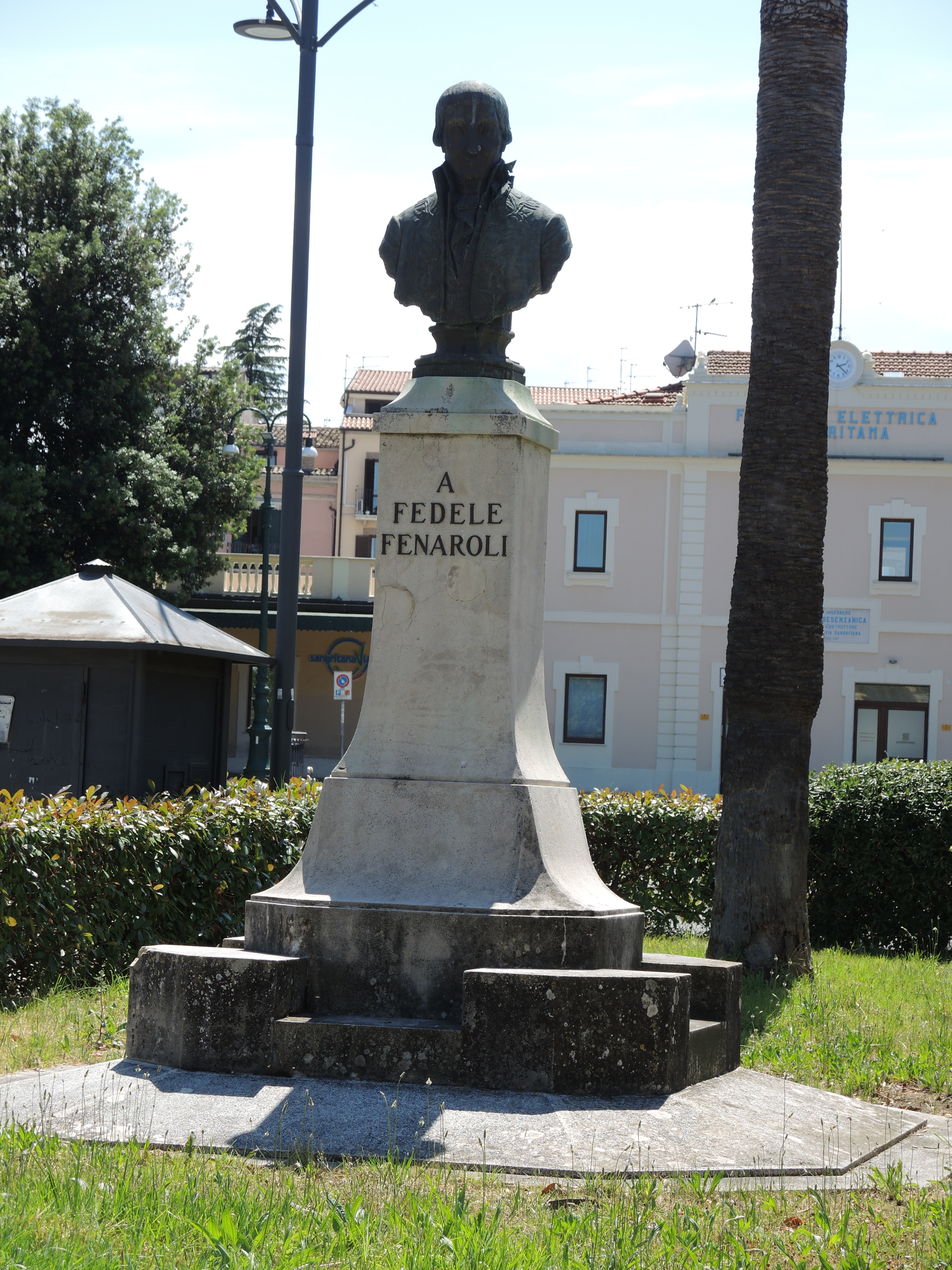
Monumento a Fenaroli a Lanciano, piazza Stazione

Fenaroli nacque a Lanciano nel rione Borgo, presso  una casa in via Commercio, poi a lui reintitolata.
Ricevette i suoi primi rudimenti musicali dal padre, che prestava servizio come maestro di cappella presso la Basilica di Lanciano. Dopo la morte di quest'ultimo decise di continuare gli studi musicali e quindi si recò a Napoli. Entrò al Conservatorio di Santa Maria di Loreto, diventando così allievo di Francesco Durante e Pietro Antonio Gallo.
Nel 1762 diventò vice maestro di cappella dell'Istituto e successivamente, nel 1777, fu nominato maestro di cappella titolare. Nel 1768 scrisse la Cantata in re maggiore per 3 voci e orchestra per il compleanno del Re di Napoli Ferdinando IV che ebbe la prima assoluta al Teatro San Carlo di Napoli.
Durante la sua attività di direttore operò numerosi cambiamenti all'organizzazione degli istituti di musica napoletani. Dopo la chiusura nel 1744 del Conservatorio dei Poveri di Gesù Cristo, rimasero attivi solamente tre conservatori a Napoli: quello di Sant'Onofrio a Capuana, quello di Santa Maria della Pietà dei Turchini e quello di Santa Maria di Loreto. Fenaroli nel 1797 prese parte all'operazione di unificazione del Conservartorio di Santa Maria di Loreto a quello di Sant'Onofrio; nel 1807 collaborò, invece, alla fusione di quest'ultimo istituto con quello di Santa Maria della Pietà dei Turchini, dalla quale nacque il Reale Collegio della Musica (l'attuale Conservatorio di Musica San Pietro a Majella). Quest'ultima riorganizzazione fu voluta da Giuseppe Bonaparte. Fenaroli assunse quindi la direzione della nuova scuola insieme a Giovanni Paisiello e Giacomo Tritto, con i quali si occupò principalmente di riassettare i piani di studi. Accanto a questa carica mantenne la già precedente occupazione d'insegnante di contrappunto.
Nel 1813 entrò nella direzione dell'istituto anche il compositore Nicola Antonio Zingarelli, allievo del Fenaroli.
Successivamente entrò come membro nella Reale Società Borbonica e come direttore d'orchestra nell'Associazione dei Cavalieri. Morì il 1º gennaio 1818, probabilmente malato di cancro.

## Considerazioni sull'artista

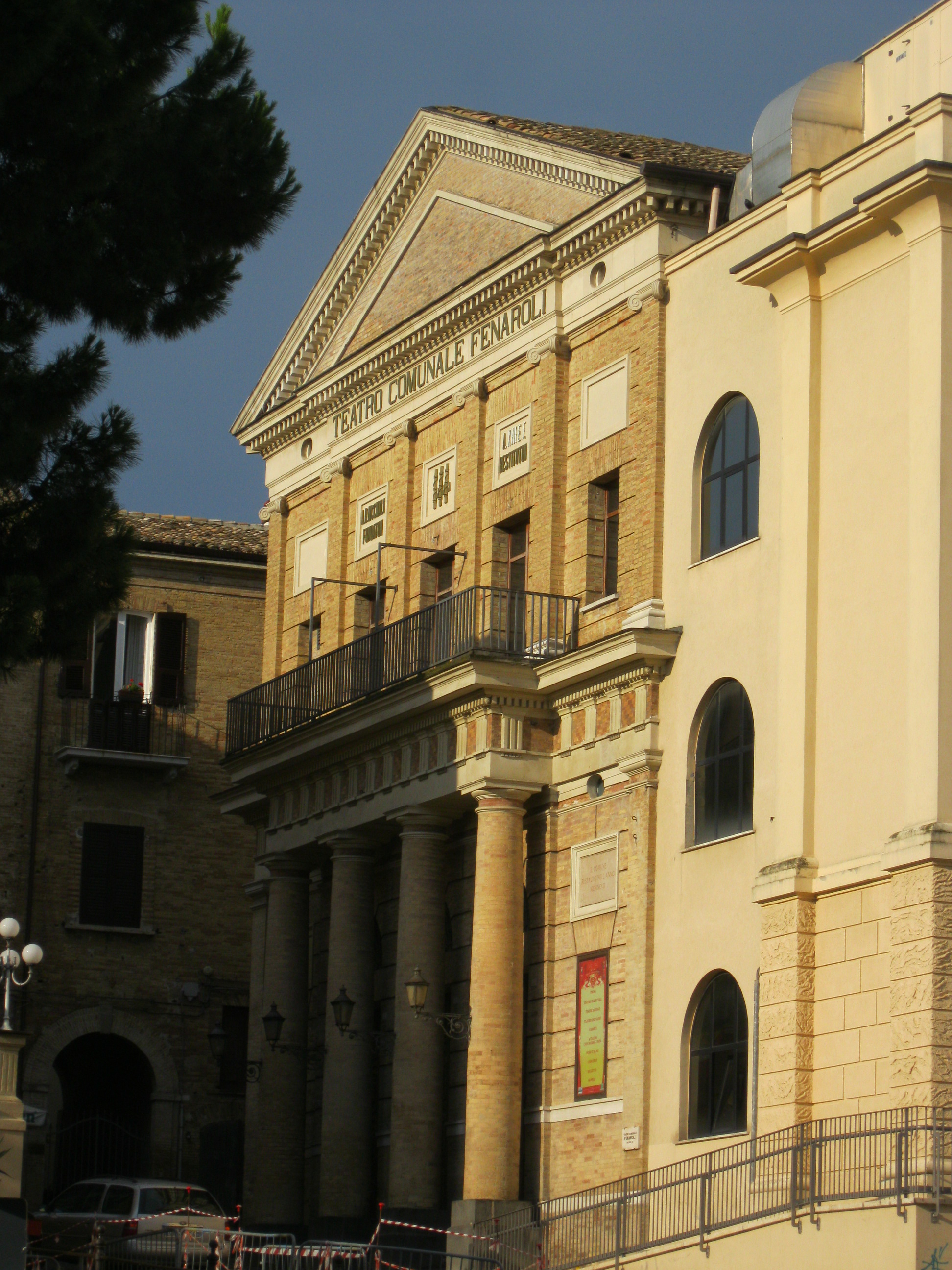
Teatro Fenaroli a Lanciano

Tra i suoi allievi ebbe molti compositori di fama: Domenico Cimarosa, Nicola Antonio Zingarelli, Silvestro Palma, Francesco Ruggi, Salvatore Fighera, Luigi Mosca, Vincenzo Lavigna, Carlo Coccia, Michele Carafa, Giacomo Cordella, Giuseppe Nicolini, Nicola Manfroce, Pietro Antonio Coppola, Traugott Maximilian Eberwein Saverio Mercadante e Carlo Conti.
Noto per lo più per la sua attività didattica, Fenaroli svolse anche l'attività di compositore, scrivendo un discreto quantitativo di musica. Il suo campo d'azione non fu, come per molti altri compositori italiani coevi, quello operistico (anche se scrisse un paio d'opere), bensì la musica sacra. Nella composizione liturgica dimostrò un'elevata abilità compositiva, soprattutto nell'uso del contrappunto.
Scrisse vari trattati di musica, che furono utilizzati molto durante il XIX secolo, ma che vennero abbandonati verso il 1860 a favore di metodi d'insegnamento più moderni.
A lui è dedicato il teatro comunale di Lanciano, in via dei Frentani. Fu costruito nel 1840 sopra il convento degli Scolopi, originariamente noto come teatro regio San Ferdinando. La casa di Fenaroli si trova nel rione Borgo, presso la via a lui dedicata, ex via del Commercio. 
Un altro monumento a Fenaroli si trova a Lanciano, in piazza Camillo dell'Arciprete, realizzato 
negli anni '30, un busto in bronzo sopra un piedistallo in travertino quadrangolare con la scritta A FEDELE FENAROLI.

## I lavori

### Opere
L'anno e la città si riferiscono alla prima rappresentazione.
- I due sediarii (opera buffa, libretto di Pasquale Mililotti, 1759, Napoli)
- La disfatta degli Amaleciti (opera seria, 1780, Chieti)

### Lavori sacri

#### Oratori
L'anno e la città si riferiscono alla prima rappresentazione.
- L'arca del Giordano (Lanciano)
- Abigaille (1760, Lanciano)
- La sconfitta degli Assiri (1789, Roma)

#### Altri lavori sacri
- Clari fontes in sol maggiore per 5 voci (1752)
- Coeli gaudent in fa maggiore per 4 voci (1763)
- Corda pura in re maggiore per 4 voci (1767)
- Laetae gentes in si maggiore, motetto per 4 voci (1774)
- Cara tibia grata sono in do maggiore, aria con echo per soprano (1780)
- Cara Diva in fa maggiore per 4 voci (1793)
- O beata eterna fiamma in do maggiore, aria per voce con violino e oboe
- Divino astro beato in re maggiore per 2 voci
- Ospes divina in do maggiore, aria per soprano
- O gentes, festinate in re maggiore per 4 voci e tastiera
- Laeto corale in re maggiore per 5 voci
- In clava coeli in re maggiore per soprano
- Fronte laeta in re maggiore per 4 voci
- Inter Choros in re maggiore per 2 cori
- Coeli Flamma in re maggiore per 4 voci
- Gaudete, jubilate in re maggiore per 4 voci
- Messa in re maggiore per 4 voci
- Messa "in pastorale" in fa maggiore per 3 voci
- Messa in sol maggiore per 2 voci e organo
- Messa in fa maggiore per 5 voci
- Messa in sol maggiore per 2 o 3 voci
- Messa de' defunti in do minore per 4 voci (1770)
- Quoniam in do maggiore per soprano e coro
- Dixit in do maggiore per 5 voci
- Dixit in re maggiore per 4 voci con violino, oboe, corno e basso continuo
- Dixit in re maggiore per 4 voci (1751)
- Te Deum in re maggiore per più voci
- Te Deum in do maggiore per 2 voci con violino, oboe, corno e basso continuo
- Responsorio di Sant'Antonio in re maggiore per 4 voci (1769)
- Laudate pueri in sol maggiore per più voci
- Miserere per 4 voci con basso continuo
- Miserere in re minore per 4 voci con violino e basso continuo
- Credo in fa maggiore per 2 voci
- Populemeus per 4 voci e organo
- Ecce lignum crucis in fa maggiore per 4 voci e organo
- Ave Maria per 4 voci con violino e basso continuo
- Stabat Mater in sol minore per 2 voci con violino e basso continuo
- Care Puer in sol maggiore per soprano
- Lamentazione prima del martedì Santo in fa maggiore per contralto con violino e organo
- Lamentazione seconda per soprano con violino e organo
- Lamentazione terza in sol minore per soprano con violino e organo
- Lezione prima del giovedì Santo in re maggiore per contralto con violino e organo
- Lezione seconda in sol maggiore per soprano con violino e organo
- Lezione seconda in re minore per basso con violino e organo
- Lezione terza in si maggiore per soprano con violino e organo
- Lamentazione prima del venerdì Santo in fa per soprano con violino e organo
- Lamentazione seconda in mi bemolle maggiore per contralto con violino e organo
- Lezione terza del venerdì Santo in sol minore per soprano con violino e organo
- Lezione terza in mi minore per soprano con violino e organo
- 4 lezioni dei morti per soprano e contralto con violino
- 3 lezioni del terzo notturno per solista
- Pueri Ebraeorum in do maggiore per 4 voci e organo
- Suscipe me, Domine per soprano con violino
- Vieni, Creator Spiritus in do maggiore per soprano e contralto con violino
- Vieni, Sponsa Christi in re maggiore per quattro voci
- Vieni, Sponsa Christi in fa maggiore per soprano con violino
- Inno di San Michele in si maggiore per 4 voci con violino e organo
- Pange lingua, Tantum ergo e Genitori in sol minore per soprano e contralto con violino e basso continuo
- Cantata per 2 cori

### Trattati
- Regole musicali per principianti di cembalo nel sonar coi numeri e per principianti di contrappunto (1775, Napoli)
- Partimenti ossia Basso numerato (1800 ca., Roma)
- Studio del contrappunto (1800 ca., Roma)
- Solfeggi per soprano
- Scale e cadenze nelle 3 posizioni